# Drepanosticta actaeon
Drepanosticta actaeon är en trollsländeart som beskrevs av Harry Hyde Laidlaw, Jr. 1934. Drepanosticta actaeon ingår i släktet Drepanosticta och familjen Platystictidae. Inga underarter finns listade i Catalogue of Life.